# Hyperolius ghesquieri
Hyperolius ghesquieri là một loài ếch thuộc họ Hyperoliidae.
Đây là loài đặc hữu của Cộng hòa Dân chủ Congo.
Môi trường sống tự nhiên của chúng là rừng ẩm vùng đất thấp nhiệt đới hoặc cận nhiệt đới, sông ngòi, đầm nước, đầm nước ngọt, và đầm nước ngọt có nước theo mùa.